# Bohdalov (tvrz)
Bohdalov (též Pelfrýd) ze zaniklá tvrz u stejnojmenné vesnice v okrese Žďár nad Sázavou v Kraji Vysočina. Tvrz byla založena nejspíše koncem čtrnáctého století, kdy byla po krátkou dobu vrchnostenským sídlem bohdalovského panství. Po roce 1405 sídelní funkci ztratila. Její pozůstatky se nachází na konci dlouhého poloostrova v Bohdalovském rybníku, asi dva kilometry jižně od vesnice.

## Historie
Lidový název Pelfrýd vznikl zkomolením slova bergfrit označujícího hradní věž. O tvrzi se nedochovaly žádné písemné prameny. Vesnice Bohdalov byla založena nejspíše ve druhé polovině třináctého století během lichtenburské kolonizace a roku 1349 patřila k osovskému panství. Tvrz byla založena nejspíše koncem čtrnáctého století, protože po roce 1366 se majitelem Bohdalova stal Čeněk z Ronova a vesnice se stala centrem samostatného panství. Od roku 1386 se po Bohdalovu údajně psal Čeňkův syn Smil. Po jeho smrti v roce 1405 už na tvrzi nikdo trvale nesídlil. Podle vlastivědné literatury byl roku 1621 opraven krov budovy, ale tvrzení by mohl ověřit jen archeologický výzkum. Koncem osmnáctého století byla tvrz zříceninou a ještě v polovině devatenáctého století ji lidé rozebírali na stavební materiál.

## Popis
Tvrziště má přibližně čtvercový půdorys s rozměry 25 × 25 metrů. Na dvou stranách jej vymezuje sedm metrů široký příkop a zbývající dvě strany ohraničuje voda rybníka. Brána se nacházela pravděpodobně uprostřed jihovýchodní strany. Nad příkopem stála parkánová zeď, jejíž amorfní zbytek se dochoval v ohybu příkopu. Z hlavní obvodové hradby zůstaly nízké valy. Dominantou tvrze byla obytná věž s půdorysem o rozměrech 13,5 × 9 metrů. Podle patrných pozůstatků měla v přízemí dvě místnosti.